# Goran Kuzminac
Goran Kuzminac (Zemun, 16 giugno 1953 – Trento, 18 settembre 2018) è stato un cantautore, chitarrista e medico italiano di origine serba.

## Biografia
Nativo di Zemun, municipalità autonoma di Belgrado nell'allora federazione jugoslava, all'età di 6 anni si trasferì con la famiglia in Italia, nel Trentino. In Austria, dove frequentò le scuole medie e il primo anno di liceo, Kuzminac iniziò a suonare la batteria nel gruppo musicale scolastico, per poi passare alla chitarra. Con quest'ultimo strumento sviluppò una raffinata tecnica di finger-picking (vale a dire, pizzicando la corda con la punta delle dita o usando le unghie al posto del plettro), appresa per la prima volta durante un viaggio in treno grazie a un militare statunitense che gli aveva chiesto di poter suonare la chitarra che portava con sé.
Allo studio (si iscrisse all'Università degli Studi di Padova, dove si laureò in Medicina) iniziò ad affiancare l'attività strumentistica in sala di incisione a Milano e a Roma a supporto di vari artisti. Notato da Francesco De Gregori, che intravide in lui anche qualità compositive oltre che tecniche, fu da questi segnalato a Vincenzo Micocci, già direttore artistico della RCA Italiana e fondatore delle case discografiche Parade, IT e Una sors coniunxit. Micocci mise Kuzminac sotto contratto nel 1976 e lo affidò al direttore artistico Gaio Chiocchio. L'esordio discografico del cantautore avvenne in quello stesso anno con un 45 giri triplo, opera collettiva prodotta dallo stesso Chiocchio per lanciare i giovani artisti a contratto presso la Una sors coniunxit: il brano di Kuzminac si chiamava Io, e la particolarità fu che anche i disegni delle tre copertine furono opera degli artisti presenti nel disco. Di tutti gli artisti coinvolti in quell'esperienza, fu proprio Kuzminac l'unico artista ad assurgere a un certo grado di notorietà, e nei tre anni successivi lavorò al seguito delle tournée di Angelo Branduardi, Lucio Dalla e Antonello Venditti, aprendone i rispettivi concerti.

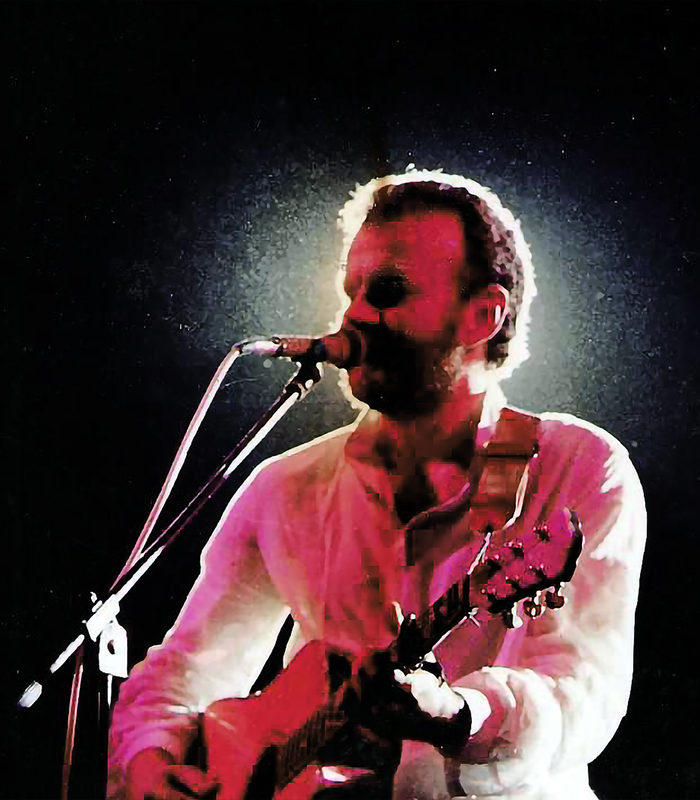
Goran Kuzminac in concerto (1987)

Il successo arrivò nel 1978, con il singolo Stasera l'aria è fresca, motivo nel quale Kuzminac ebbe modo di mostrare la sua tecnica musicale oltre alle sue doti artistiche: il brano vinse il Festival di Castrocaro e ottenne il secondo posto (Gondola d'Argento) alla Mostra Internazionale di Musica Leggera di Venezia. Sulla scia di quel successo, nel 1980 Kuzminac pubblicò il suo primo album Ehi ci stai, da cui fu tratto il singolo (con testo di Gianfranco Baldazzi) con lo stesso nome, che si classificò secondo al Festivalbar di quell'anno; nel disco reincise anche Stasera l'aria è fresca con un nuovo arrangiamento. Il brano che dà il nome all'album, come raccontato più volte dallo stesso Kuzminac, era dedicato alla cantautrice Grazia Di Michele, amica di cui era innamorato (senza essere corrisposto). Nel frattempo la RCA Italiana, distributrice dei dischi con etichetta Una sors coniunxit, iniziò la produzione di Q Disc, 33 giri economici con quattro canzoni, di uno o più artisti. Kuzminac fu tra i primi ad apparire in tali produzioni, nel Q concert, realizzato con Ron e Ivan Graziani, contenente tre loro canzoni e l'inedito scritto insieme Canzone senza inganni; al disco fece seguito una tournée dei tre artisti.
Il secondo album di Kuzminac, Prove di volo, venne pubblicato nel 1981, e contiene la canzone Stella del nord, pubblicata anche su 45 giri e partecipante a Un disco per l'estate di Saint Vincent e ad Azzurro; nella ristampa su CD del 1998 di questo LP verrà inserita come bonus track la canzone Io che egli aveva già inciso su 45 giri nel 1976. Nell'album figura come corista anche l'amica Grazia Di Michele. Nel 1982 ripeté l'esperienza del Q disc, con Q concert, realizzato insieme a Mario Castelnuovo e Marco Ferradini, con un brano inciso insieme, Oltre il giardino, e tre inediti; il brano di Kuzminac è Bugiarda, che non fu poi inserito in alcun album in studio successivo.
Il seguito della sua carriera artistica, sebbene non sempre sotto i riflettori, avvenne fuori dall'orbita della Una sors coniunxit: quando infatti la dirigenza della RCA cambiò, Goran Kuzminac decise di rescindere il contratto che legava la distribuzione dei suoi dischi alla casa discografica. Dopo aver partecipato alla produzione del brano Per una bambola, che Patty Pravo presentò al Festival di Sanremo 1984, nel 1987 uscì quindi per la Top Records l'album Contrabbandieri di musica.
Ha poi collaborato a diversi album di altri artisti: nel 1988 ha suonato la chitarra nell'album del cantautore Rodolfo Santandrea Aiutatemi, amo i delfini, nel 1996 ha scritto con Carlo Alberto Contini la canzone La coerenza, incisa dai Nomadi nell'album Quando ci sarai, e nel 2009 ha cantato il brano Un'altra dimensione nell'album JL degli Algebra. Dallo stesso anno ha svolto anche attività di musicoterapia presso l'ospedale psichiatrico romano "Villa dei Fiori".
Diversificando le proprie attività, iniziò a occuparsi anche di ricerca musicale, grafica professionale 3D, post produzione video e finanche produzione di videoclip: attivo anche nella produzione di colonne sonore per produzioni fuori dall'Italia e nella tecnica di sonorizzazione di vasti ambienti, non ha mai abbandonato la produzione discografica regolare.
Nel suo ultimo decennio di vita sono così usciti gli album di inediti Dio suona la chitarra (2008), basato sulla chitarra e con la collaborazione di Alex Britti, Antonio Onorato, Charley De Anesi, Lincoln Veronese, Mauro De Federicis e Andrea Valeri, e Fiato (2012), distribuito dalle Egea Music, oltre al suo primo live Solo ma non solo (2011), registrato in teatro ad Andria con sole chitarra e voce, e a Goran Kuzminac & Stefano Raffaelli Jazz Quartet (2014), contenente dieci brani arrangiati da Stefano Raffaelli (Pianoforte) con Walter Civettini (Trumpet / Fluegelhorn), Flavio Zanon (Doublebass) e Carlo A. Canevali (Drums): il primo lavoro dove Goran si avvale della sola voce, senza la chitarra. L'ultima registrazione è avvenuta partecipando nel CD di Antonio Cipriani l'ultimo romantico su etichetta ARTIS Records 2016, interpretando la canzone Vino triste su musica di Antonio Cipriani e testo di Stefano Rosso.

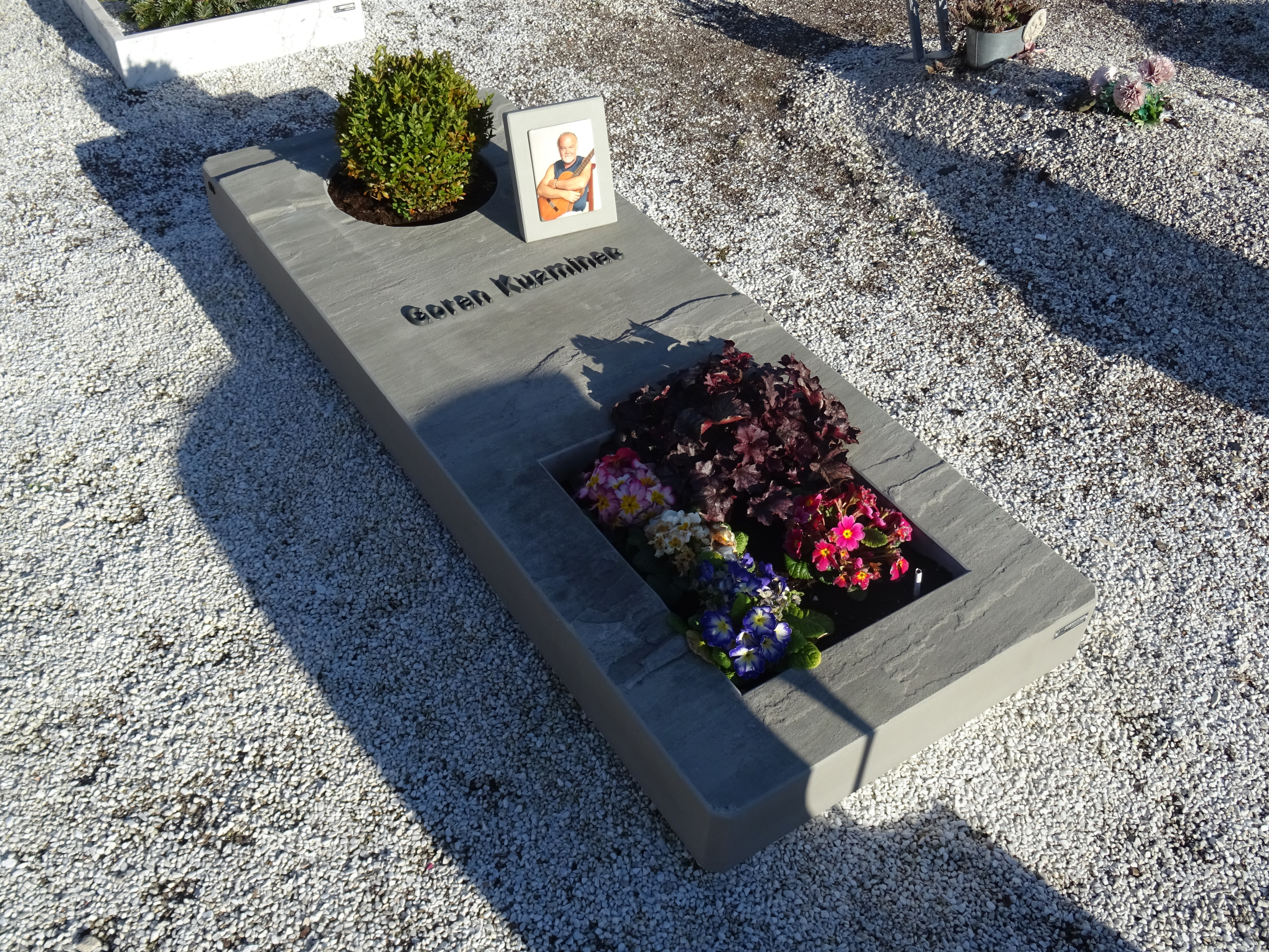
Tomba nel cimitero monumentale di Trento

È morto il 18 settembre 2018 dopo una lunga malattia.

## Discografia

### Album in studio
- 1980 – Ehi ci stai
- 1981 – Prove di volo
- 1987 – Contrabbandieri di musica
- 1996 – Fragole & pugnali
- 1998 – Ehi ci stai
- 1999 – Gli angoli del mondo
- 2004 – Nuvole straniere
- 2008 – Dio suona la chitarra
- 2012 – Fiato
- 2014 – Goran Kuzminac & Stefano Raffaelli Jazz Quartet

### Album di remix
- 1999 – Stasera l'aria è fresca 1999

### Album dal vivo
- 2011 – Solo ma non solo - Live

### Raccolte
- 1992 – Strade
- 2001 – I successi

### Extended play
- 1980 – Q Concert (con Ron e Ivan Graziani)
- 1982 – Q Concert (con Mario Castelnuovo e Marco Ferradini)

### Singoli
- 1976 – Io/Venezia (lato B cantato da Alberto Beltrami)
- 1978 – Stasera l'aria è fresca/Passeggiata
- 1980 – Ehi ci stai/Tempo
- 1981 – Stella del nord/Tempo di musica
- 1982 – Lady Molly/Mordi la vita
- 1985 – Cosa ci fai nella mia vita/Dove sei quando non ci sei
- 2000 – Primo di Sequals[5]
- 2016 – Vino triste (con Antonio Cipriani)